# Reggio Audace Football Club 2019-2020
Questa voce raccoglie le informazioni riguardanti il Reggio Audace Football Club nelle competizioni ufficiali della stagione 2019-2020.

## Stagione
Nella stagione 2019-2020 la Reggiana disputa il girone B del campionato di Serie C, un campionato non concluso, sospeso a fine febbraio 2020 alla 27ª giornata per l'aggravarsi della pandemia da Covid-19, e omologato con il Consiglio Federale dell'8 giugno 2020. La classifica finale quindi pone la Reggiana seconda con 55 punti alle spalle del promosso L.R. Vicenza, primo con 61 punti e promosso diretto. Con il secondo posto i granata allenati da Massimiliano Alvini hanno acquisito il diritto di disputare i Play-off, entrando in scena nel secondo turno della fase nazionale, di fatto nei quarti di finale. Nei quali il 13 luglio, dopo oltre quattro mesi di pausa, incrociano il Potenza pareggiando (0-0), ma agguantando la semifinale grazie al miglior piazzamento nella stagione regolare. Nella semifinale giocata in gara unica il 17 luglio, la Reggiana Audace supera il Novara (2-1), nella finale unica giocata il 22 luglio supera (1-0) il Bari, ritornando così in Serie B dopo ventuno anni.

## Divise e sponsor
Lo sponsor tecnico per la stagione del Centenario dalla fondazione del club (1919-2019) è Macron. Main sponsor presente sulla divisa casalinga è Immergas, su quella da trasferta presente il marchio Conad.

## Organigramma societario
Area direttiva
- Presidente: Luca Quintivalli
- Presidente Onorario: Romano Amadei
- Vice Presidente: Mauro Rondanini
- Amministratore Delegato: Mauro Carretti
- Segretario Generale: Nicola Simonelli
- Segretario Sportivo: Giuseppe Romeo

Area comunicazione e marketing
- Addetto Stampa: Andrea Montanari

Area sportiva
- Direttore sportivo: Doriano Tosi
- Team Manager: Michele Malpeli

Area tecnica
- Allenatore: Massimiliano Alvini
- Vice Allenatore: Renato Montagnolo
- Preparatore atletico: Stefano Valentini
- Preparatore dei Portieri: Antonio Razzano
- Match Analyst: Damiano Bertani

Area sanitaria
- Medici sociali: Simone Salemme

## Rosa
| N. |                   | Ruolo | Calciatore                  |
| -- | ----------------- | ----- | --------------------------- |
| 1  | Italia (bandiera) | P     | Matteo Voltolini            |
| 2  | Italia (bandiera) | D     | Francesco Albertini         |
| 3  | Italia (bandiera) | D     | Riccardo Martinelli         |
| 4  | Italia (bandiera) | D     | Paolo Rozzio                |
| 5  | Italia (bandiera) | C     | Fausto Rossi                |
| 6  | Italia (bandiera) | D     | Alessandro Spanò (capitano) |
| 7  | Italia (bandiera) | D     | Matteo Zanini               |
| 8  | Italia (bandiera) | C     | Ivan Varone                 |
| 9  | Italia (bandiera) | A     | Stefano Scappini            |
| 11 | Italia (bandiera) | A     | Gabriel Lunetta             |
| 12 | Italia (bandiera) | P     | Davide Narduzzo             |
| 13 | Italia (bandiera) | D     | Riccardo Santovito          |

| N. |                          | Ruolo | Calciatore      |
| -- | ------------------------ | ----- | --------------- |
| 15 | Italia (bandiera)        | D     | Andrea Costa    |
| 16 | Italia (bandiera)        | D     | Giulio Favale   |
| 17 | Italia (bandiera)        | D     | Lorenzo Libutti |
| 19 | Argentina (bandiera)     | D     | Marcos Espeche  |
| 20 | Nigeria (bandiera)       | C     | Adamo Haruna    |
| 21 | Italia (bandiera)        | C     | Igor Radrezza   |
| 22 | Italia (bandiera)        | P     | Giacomo Venturi |
| 23 | Italia (bandiera)        | C     | Lorenzo Staiti  |
| 24 | Sierra Leone (bandiera)  | A     | Augustus Kargbo |
| 26 | Nuova Zelanda (bandiera) | C     | Niko Kirwan     |
| 29 | Italia (bandiera)        | C     | Alessandro Muro |
| 32 | Italia (bandiera)        | A     | Mattia Marchi   |

## Risultati

### Girone di andata
| Arbitro: | Monaldi (Macerata) |

|                                                 |           |           |
| Staiti 5’ Scappini 25’ Varone 61’ Lunetta 90+3’ | Marcatori | 71’ Giani |

| Arbitro: | Ricci (Firenze) |

|                |           |                        |
| Nocciolini 64’ | Marcatori | 55’ Varone 81’ Lunetta |

| Arbitro: | Panettella (Bari) |

|                         |           |                            |
| Varone 54’ Scappini 68’ | Marcatori | 43’ Checchi 77’ Latte Lath |

| Arbitro: | Maggio (Lodi) |

|  |           |                                        |
|  | Marcatori | 40’, 59’ (rig.) M. Marchi 46’ Scappini |

| Fano 22 settembre 2019, ore 17:30 CEST 5ª giornata | Fano          | 0 – 0 referto | Reggio Audace | Stadio Raffaele Mancini (1 312 spett.)\| Arbitro: \| Longo (Paola) \| |
| Arbitro:                                           | Longo (Paola) |               |               |                                                                       |

| Arbitro: | Meraviglia (Pistoia) |

|                                   |           |  |
| M. Marchi 17’ Scappini 64’ (rig.) | Marcatori |  |

| Vicenza 29 settembre 2019, ore 17:30 CEST 7ª giornata | Arzignano Valchiampo | 0 – 0 referto | Reggio Audace | Stadio Romeo Menti (768 spett.)\| Arbitro: \| Gualtieri (Asti) \| |
| Arbitro:                                              | Gualtieri (Asti)     |               |               |                                                                   |

| Arbitro: | Giordano (Novara) |

|               |           |               |
| M. Marchi 58’ | Marcatori | 37’ E. Zanoni |

| Arbitro: | Rutella (Enna) |

|                            |           |            |
| Kargbo 35’, 89’ Varone 54’ | Marcatori | 44’ Malomo |

| Arbitro: | Gariglio (Pinerolo) |

|               |           |  |
| Bruscagin 40’ | Marcatori |  |

| Arbitro: | Colombo (Como) |

|                        |           |                                |
| Varone 8’ Scappini 24’ | Marcatori | 38’ (rig.) Gerardi 45’ Ventola |

| Arbitro: | Cascone (Nocera Inferiore) |

|  |           |              |
|  | Marcatori | 16’ Scappini |

| Arbitro: | Carella (Bari) |

|                           |           |             |
| Scappini 89’ Rozzio 90+7’ | Marcatori | 64’ Orlando |

| Cesena 9 novembre 2019, ore 20:45 CET 14ª giornata | Cesena           | 0 – 0 referto | Reggio Audace | Stadio Dino Manuzzi (10 984 spett.)\| Arbitro: \| Zufferli (Udine) \| |
| Arbitro:                                           | Zufferli (Udine) |               |               |                                                                       |

| Arbitro: | Saia (Palermo) |

|                            |           |                    |
| M. Marchi 73’ Kargbo 90+1’ | Marcatori | 20’ (aut.) Espeche |

| Arbitro: | Maranesi (Ciampino) |

|              |           |            |
| Molinari 86’ | Marcatori | 22’ Varone |

| Arbitro: | N. Marini (Trieste) |

|                            |           |                            |
| Martinelli 2’ Radrezza 15’ | Marcatori | 56’ Paponi 87’ Della Latta |

| Arbitro: | Ricci (Firenze) |

|             |           |                                          |
| Cazzola 38’ | Marcatori | 14’, 59’ M. Marchi 17’ Kargbo 22’ Zanini |

| Arbitro: | Natilla (Molfetta) |

|            |           |  |
| Kargbo 23’ | Marcatori |  |

### Girone di ritorno
| Arbitro: | Gualtieri (Asti) |

|             |           |              |
| Tirelli 66’ | Marcatori | 57’ Scappini |

| Arbitro: | Rutella (Enna) |

|                                       |           |                |
| M. Marchi 34’ Kargbo 56’ Scappini 80’ | Marcatori | 64’ Nocciolini |

| Arbitro: | Colombo (Como) |

|               |           |                                      |
| Belcastro 37’ | Marcatori | 28’ Kargbo 53’ (aut.) Della Giovanna |

| Arbitro: | Rutella (Enna) |

|             |           |  |
| Zamparo 56’ | Marcatori |  |

| Arbitro: | Scatena (Avezzano) |

|                         |           |             |
| Zamparo 24’, 48’ (rig.) | Marcatori | 89’ Carpani |

| Arbitro: | Santoro (Messina) |

|                                               |           |                    |
| Cianci 32’, 54’, 67’ Biasci 45+5’, 80’ (rig.) | Marcatori | 22’ (rig.) Zamparo |

| Arbitro: | Fontani (Siena) |

|                                    |           |                |
| Zamparo 44’, 58’ (rig.) Kargbo 81’ | Marcatori | 56’ Balestrero |

| Gubbio 23 febbraio 2020, ore 15:00 CET 27ª giornata | Gubbio         | 0 – 0 referto | Reggio Audace | Stadio Pietro Barbetti (1 045 spett.)\| Arbitro: \| Carella (Bari) \| |
| Arbitro:                                            | Carella (Bari) |               |               |                                                                       |

| Trieste 18 febbraio 2020, ore 20:45 CET 28ª giornata | Triestina | – Campionato prima sospeso e poi concluso a causa della pandemia da COVID-19. referto | Reggio Audace | Stadio Nereo Rocco |

| Reggio Emilia 1º aprile 2020, ore 20:45 CEST 29ª giornata | Reggio Audace | – referto | L.R. Vicenza | Mapei Stadium - Città del Tricolore |

| Rimini 14 aprile 2020, ore 20:45 CEST 30ª giornata | Rimini | – referto | Reggio Audace | Stadio Romeo Neri |

| Reggio Emilia 14 marzo 2020, ore 15:00 CET 31ª giornata | Reggio Audace | – referto | Modena | Mapei Stadium - Città del Tricolore |

| San Benedetto del Tronto 22 marzo 2020, ore 15:00 CET 32ª giornata | Sambenedettese | – referto | Reggio Audace | Stadio Riviera delle Palme |

| Reggio Emilia 25 marzo 2020, ore 20:45 CET 33ª giornata | Reggio Audace | – referto | Cesena | Mapei Stadium - Città del Tricolore |

| Pesaro 29 marzo 2020, ore 17:30 CEST 34ª giornata | Vis Pesaro | – referto | Reggio Audace | Stadio Tonino Benelli |

| Reggio Emilia 5 aprile 2020, ore 17:30 CEST 35ª giornata | Reggio Audace | – referto | Fermana | Mapei Stadium - Città del Tricolore |

| Piacenza 11 aprile 2020, ore 15:00 CEST 36ª giornata | Piacenza | – referto | Reggio Audace | Stadio Leonardo Garilli |

| Reggio Emilia 19 aprile 2020, ore 17:30 CEST 37ª giornata | Reggio Audace | – referto | Virtus Verona | Mapei Stadium - Città del Tricolore |

| Padova 26 aprile 2020, ore 15:00 CEST 38ª giornata | Padova | – referto | Reggio Audace | Stadio Euganeo |

### Play-off

#### Fase Nazionale
| Reggio Emilia 13 luglio 2020, ore 20:45 CEST Quarti di finale | Reggio Audace      | 0 – 0 referto | Potenza | Mapei Stadium - Città del Tricolore (0 spett.)\| Arbitro: \| Marcenaro (Genova) \| |
| Arbitro:                                                      | Marcenaro (Genova) |               |         |                                                                                    |

| Arbitro: | Meraviglia (Pistoia) |

|                      |           |                 |
| Kargbo 23’ Spanò 55’ | Marcatori | 45+1’ Buzzegoli |

| Arbitro: | Paterna (Teramo) |

|            |           |  |
| Kargbo 50’ | Marcatori |  |

### Coppa Italia Serie C
| Arbitro: | Galipò (Firenze) |

|  |           |                              |
|  | Marcatori | 72’ Scappini 90+1’ M. Marchi |

| Arbitro: | Catanoso (Reggio Calabria) |

|                                 |           |                      |
| M. Marchi 12’ Scappini 54’, 88’ | Marcatori | 28’, 39’, 70’ Lanini |

## Statistiche

### Statistiche di squadra
Statistiche aggiornate al 23 febbraio 2020.
| Competizione         | Punti  | In casa | In casa | In casa | In casa | In casa | In casa | In trasferta | In trasferta | In trasferta | In trasferta | In trasferta | In trasferta | Totale | Totale | Totale | Totale | Totale | Totale | D.R. |
| Competizione         | Punti  | G       | V       | N       | P       | GF      | GS      | G            | V            | N            | P            | GF           | GS           | G      | V      | N      | P      | GF     | GS     | D.R. |
| -------------------- | ------ | ------- | ------- | ------- | ------- | ------- | ------- | ------------ | ------------ | ------------ | ------------ | ------------ | ------------ | ------ | ------ | ------ | ------ | ------ | ------ | ---- |
| Serie C              | 55     | 14      | 10      | 4       | 0       | 30      | 14      | 13           | 5            | 6            | 2            | 15           | 11           | 27     | 15     | 10     | 2      | 45     | 25     | +20  |
| Coppa Italia Serie C | Gironi | 0       | 0       | 0       | 0       | 0       | 0       | 2            | 1            | 1            | 0            | 5            | 3            | 2      | 1      | 1      | 0      | 5      | 3      | +2   |
| Totale               | 55     | 14      | 10      | 4       | 0       | 30      | 14      | 15           | 6            | 7            | 2            | 20           | 14           | 29     | 16     | 11     | 2      | 50     | 28     | +22  |

### Andamento in campionato
| Giornata  | 1 | 2 | 3 | 4 | 5 | 6 | 7 | 8 | 9 | 10 | 11 | 12 | 13 | 14 | 15 | 16 | 17 | 18 | 19 | 20 | 21 | 22 | 23 | 24 | 25 | 26 | 27 | 28 | 29 | 30 | 31 | 32 | 33 | 34 | 35 | 36 | 37 | 38 |
| --------- | - | - | - | - | - | - | - | - | - | -- | -- | -- | -- | -- | -- | -- | -- | -- | -- | -- | -- | -- | -- | -- | -- | -- | -- | -- | -- | -- | -- | -- | -- | -- | -- | -- | -- | -- |
| Luogo     | C | T | C | T | T | C | T | C | C | T  | C  | T  | C  | T  | C  | T  | C  | T  | C  | T  | C  | T  | C  | C  | T  | C  | T  | T  | C  | T  | C  | T  | C  | T  | C  | T  | C  | T  |
| Risultato | V | V | N | V | N | V | N | N | V | P  | N  | V  | V  | N  | V  | N  | N  | V  | V  | N  | V  | V  | V  | V  | P  | V  | N  |    |    |    |    |    |    |    |    |    |    |    |
| Posizione | 2 | 3 | 3 | 2 | 2 | 2 | 2 | 3 | 2 | 4  | 4  | 4  | 3  | 4  | 3  | 5  | 4  | 4  | 3  | 3  | 3  | 2  | 2  | 2  | 2  | 2  | 2  |    |    |    |    |    |    |    |    |    |    |    |

Fonte:  Serie C - Girone B, su calcio.com. URL consultato il 2 aprile 2020 (archiviato dall'url originale il 6 aprile 2020).
Legenda:

Luogo: C = Casa; T = Trasferta. Risultato: V = Vittoria; N = Pareggio; P = Sconfitta.